# Joseph Campanella
Pour les articles homonymes, voir Campanella.
Joseph Anthony Campanella est un acteur américain né le 21 novembre 1924 à New York (État de New York) et mort le 16 mai 2018 à Sherman Oaks, un quartier de la ville de Los Angeles en Californie.

## Biographie
D'origine sicilienne, Joseph Campanella prend part à la Seconde Guerre mondiale puis fait des études au Manhattan College et à l'université Columbia. Dans une carrière essentiellement consacrée à la télévision, on retiendra son rôle dans la première saison de la série Mannix avec Mike Connors dans le rôle-titre. Il y incarnait le patron de la moderne agence de détectives privés dans laquelle travailla Jo (Joseph) Mannix avant que celui-ci n'ouvre sa propre agence (cela dès la saison 2).

### Famille
Joseph Campanella est le frère de Frank Campanella (1919-2006), également acteur.

## Filmographie

### Cinéma
- 1957 : Four Boys and a Gun de William Berke
- 1960 : Crime, société anonyme (Murder, Inc.) de Burt Balaban et Stuart Rosenberg : Panto
- 1964 : The Young Lovers (en) : Professor Reese
- 1967 : L'Affaire Al Capone (The St. Valentine's Day Massacre) de Roger Corman : Wienshank
- 1972 : Silent Running de Douglas Trumbull : 'Berkshire' Captain (voix)
- 1972 : Ben de Phil Karlson : Cliff Kirtland
- 1974 : Child Under a Leaf (en) de George Bloomfield (en) : Gerald
- 1977 : Mission to Glory: A True Story de Ken Kennedy
- 1979 : Meteor de Ronald Neame : Lt. Gen. Easton
- 1980 : Les Massacreurs de Brooklyn (Defiance) de John Flynn : Karenski
- 1980 : Space Connection (en) (Hangar 18) de James L. Conway : Frank Lafferty
- 1981 : Earthbound (en) de James L. Conway : Conrad
- 1983 : Veliki transport
- 1987 : Steele Justice (en) de Robert Boris : Harry
- 1988 : The Game de Cole S. McKay : Schekel
- 1990 : Down the Drain (en) de Robert C. Hughes : Don Santiago
- 1990 : Club Fed (en) de Nat Christian (en) : Vince Hooligan
- 1990 : No Retreat, No Surrender 3: Blood Brothers (en) de Lucas Lowe : John Alexander
- 1990 : Body Chemistry de Kristine Peterson : Dr Pritchard
- 1990 : État de force (A Show of Force) de Bruno Barreto : Walker Ryan
- 1991 : Last Call (en) de Jag Mundhra : Morris Thayer
- 1992 : Original Intent (vidéo) : Judge May
- 1992 : Space Case de Howard R. Cohen
- 1992 : Dead Girls Don't Tango de John Carr : Rheinhardt
- 1992 : Cafe Romeo de Rex Bromfield : Nino
- 1993 : Dans les griffes d'une blonde (Save Me) d'Alan Roberts : Barton
- 1993 : The Force Within de Richard E. Brooks : Police Chief
- 1993 : The Right Way de George Taglianetti
- 1994 : Too Bad About Jack de John Carr
- 1994 : Magic Kid (en) de Joseph Merhi : Tony
- 1995 : Hologram Man de Richard Pepin : Dr Stern
- 1996 : Spider-Man, l'homme-araignée (saison 3 : Spider-Man: Sins of the Fathers) (vidéo) : The Lizard (Dr Curt Connors) (voix)
- 1996 : The Glass Cage de Michael Schroeder : LeBeque
- 1997 : Dust de Joshua Malkin : Mayor Grites
- 1999 : La Légende de la montagne noire (Grizzly Adams and the Legend of Dark Mountain) : Professor Hunnicut
- 2006 : The Showdown de Antony Sestito et Fulvio Sestito : The Announcer

### Télévision
- 1959 - 1960 : Haine et Passion (The Guiding Light) (série télévisée) : Joe Turino
- 1962 : The Nurses (en) (série télévisée) : Dr Ted Steffen (1964-1965)
- 1964 : Death at the Stock Car Races (TV) : Driver
- 1965 : Des jours et des vies (Days of Our Lives) (série TV) : Harper Deveraux (1987-1988, 1990-1992)
- 1967 : Les Mystères de l'Ouest (The Wild Wild West), (série TV) - Saison 2 épisode 27, La Nuit du Loup (The Night of the Wolf), de Charles Rondeau : Talamantes
- 1967 : Les Envahisseurs (The Invaders), (série TV) - Saison 1 épisode 13, La Tornade (The Storm) : Le père Corelli
- 1967 : Mannix saison 1 24 épisodes : Lew Wickersham
- 1969 : Any Second Now (TV) : Dr Raul Valdez
- 1969 : The Whole World Is Watching (TV) : Brian Darrell
- 1969 : The Bold Ones: The Lawyers (série télévisée) : Brian Darrell
- 1970 : A Clear and Present Danger (en) (TV) : Jordan Boyle
- 1971 : Owen Marshall, Counselor at Law (en) (TV) : Dr Eric Gibson
- 1971 : Murder Once Removed (TV) : Lt. Phil Proctor
- 1973 : You'll Never See Me Again (en) (TV) : Lt. John Stillman
- 1973 : Honor Thy Father (TV) : narrateur (voix)
- 1973 : Drive Hard, Drive Fast (TV) : Eric Bradley
- 1973 : The President's Plane Is Missing (en) (TV) : Col. Doug Henderso
- 1974 : Panique dans le téléphérique (Skyway to Death) (TV) : Bob Parsons
- 1974 : Unwed Father (TV) : Scott Simmons
- 1974 : Terror on the 40th Floor (TV) : Howard Foster
- 1974 : Hit Lady (TV) : Jeffrey Baine
- 1975 : The People's Lawyer (TV) : Announcer
- 1975 : Journey from Darkness (TV) : Dr Schroeder
- 1975 : Sky Heist (TV) : Captain Monty Ballard
- 1976 : Science International (en) (série TV) : Host
- 1976 : Friday Night Burn (TV) : Announcer
- 1976 : Child Abuse (TV) : Announcer
- 1978 : Return to Fantasy Island (TV) : Brian Faber
- 1978 : Ring of Passion (TV) : Paul Gallico
- 1978 : Pearl (en) (feuilleton TV) : narrateur (voix)
- 1978 : Greatest Heroes of the Bible (feuilleton TV) : Pharoah
- 1980 : The Plutonium Incident (TV) : Harry Skirvan
- 1982 : The Comic Book Kids
- 1982 : My Body, My Child (TV) : Joe Cabrezi
- 1983 : This Is Your Life (série TV) : Host
- 1985 : Dynastie 2 : Les Colby (The Colbys) (série TV) : Hutch Corrigan (1985-1986)
- 1987 : Tales from the Hollywood Hills: Pat Hobby Teamed with Genius (TV) : Jack Berners
- 1991 : Mémoire de minuit (en) (Memories of Midnight) (TV)
- 1992 : Pauper's Dream (TV) : Narrator
- 1992 : Against the Darkness (TV)
- 1992 : Terror on Track 9 (TV) : Chief Mleczko
- 1994 : The Rockford Files: I Still Love L.A. (TV) : Mickey Ryder
- 1996 : Road Rovers (série TV) : The Master (voix)
- 1997 : Amour, Gloire et Beauté (The Bold and the Beautiful) (série TV) : Jonathan Young (1996-1997, 2000-2003)
- 1997 : James Dean: Race with Destiny (TV) : Winton Dean
- 1998 : Italians in America (feuilleton TV) : Narrator (voix)
- 2000 : Who Is This Jesus? (TV) : Narrator
- 2001 : The Apostle Paul (TV) : St. Paul (voix)
- 2002 : Éternelle jeunesse (The Glow) (TV) : Benjamin Goodstein